# Cinetoplàstids
Els cinetoplàstids (Kinetoplastida) són un grup de protists excavats del fílum dels euglenozous. Presenten flagels, i inclouen diversos paràsits responsables de greus malalties parasitàries en éssers humans i altres animals, a més de diverses espècies de vida lliure al sòl i en ambients aquàtics. Es distingeix dels altres grups principalment per la presència del cinetoplast, un grànul que conté ADN, localitzat en l'únic mitocondri i associat amb la base dels flagels.
La majoria de les espècies disposen d'un flagel anterior i un altre posterior, dels quals el segon pot estar o no unit al lateral de la cèl·lula i sovint és usat per a la seva fixació en superfícies. El citostoma està sovint vorejat per una cresta o rostrum. Un gènere típic és Bodo, que inclou diverses espècies de vida lliure que s'alimenten de bacteris. Altres gèneres són Cryptobia i Trypanoplasma. Comprèn també una família Trypanosomatidae, que té un únic flagel emergent, i que inclou diversos gèneres que són exclusivament paràsits.